# 3,5-Dibromsalicylsäure
3,5-Dibromsalicylsäure ist eine organische chemische Verbindung, die sowohl zur Stoffgruppe der Phenole als auch zur Stoffgruppe der aromatischen Carbonsäuren gehört. Sie ist damit eine Phenolsäure.

## Darstellung
3,5-Dibromsalicylsäure kann aus Salicylsäure durch Bromierung mit elementarem Brom in Eisessig hergestellt werden.

## Verwendung
Das Kupfersalz der 3,5-Dibromsalicylsäure wird als Fungizid und als Bakterizid eingesetzt. Ferner ist die 3,5-Dibromsalicylsäure Ausgangsstoff bei der Synthese von Antibiotika.

## Reaktionen
Weiteres Bromieren der 3,5-Dibromsalicylsäure führt nach Decarboxylierung zum 2,4,6-Tribromphenol, das seinerseits mit Brom zum 2,4,4,6-Tetrabrom-2,5-cyclohexadienon weiterreagiert. Diese Reaktion kann durch Iodwasserstoff umgekehrt werden.
Wird die Reaktion jedoch in Schwefelsäure mit Kupfersulfat als Katalysator durchgeführt, erhält man die 3,4,5,6-Tetrabromsalicylsäure, die sich ab 230 °C zersetzt.

## Verbindungen
Das Bariumsalz der 3,5-Dibromsalicylsäure bildet Kristalle der Zusammensetzung (C7H3Br2O3)2Ba · 4 H2O, das Bleisalz ist wasserunlöslich.